# Alimentation taoïste
 (juillet 2025).
L'alimentation taoïste est proche de celle des bouddhistes et des hindouistes. L'alimentation est considérée comme l'un des moyens d'atteindre santé et équilibre yin - yang. En théorie, il existe des prescriptions alimentaires différentes pour chaque individu, et, par ailleurs, il existe différents courants concernant l'alimentation au sein du taoisme. Mais un point commun est que l'alimentation est composée essentiellement de végétaux : légumes, fruits, légumineuses (dont soja), noix, algues, etc.,,. La gourmandise est déconseillée, la modération recommandée, ainsi que manger lentement, en conscience.
Selon Jean Levi, en taoïsme traditionnel, il existe une interdiction capitale : les grains de céréales, autour desquels s'est créée dans les temps anciens une « véritable mythologie démoniaque ». Mais, dans la diététique taoïste moderne, cette interdiction n'est plus observée. Ce sont surtout les végétaux qui sont conseillés, dont les légumineuses mais aussi les céréales (riz, sarrasin, millet, orge, quinoa).
Dans la tradition, la viande est généralement déconseillée, car elle ne plairait pas aux déités. Être végétarien est donc une pratique courante du fidèle. Les sacrifices (offrandes d'animaux et de leur sang) seraient totalement détestés par les déités[réf. nécessaire]. Certains taoïstes consomment cependant de la viande, et divers textes taoïstes recommandent même la viande séchée, et en font un moyen de santé, même si les viandes grasses restent déconseillées.

## Non consommation de céréales et vie éternelle
Dès les débuts du taoïsme, l'abstinence de céréales a été envisagée comme un moyen de lutter contre le vieillissement. Les céréales sont considérées comme étant des « ciseaux qui coupent la vie », qui pourriraient les entrailles, et empêcheraient la vie éternelle. Dans un vieux conte taoïste, un homme tombe dans un abîme, et reçoit un enseignement par des animaux. Au bout de quelques années, il n'a plus soif ni faim et son corps est devenu lumineux et si léger qu'il peut sortir de l'abîme en volant. Mais une fois retourné chez lui, la consommation de céréales le ramène immédiatement à son ancienne apparence. Dans un autre conte, une femme est instruite par un immortel, mais 200 ans après, capturée par des chasseurs, elle recommence à consommer des céréales. Elle vieillit alors très rapidement et meurt.
Certains textes taoïstes indiquent cependant que ne plus manger de céréales n'est pas une condition suffisante pour devenir éternel, voire ne servirait à rien. Même si le précepte de l'abstinence en céréales est très répandu, certains contestent qu'il soit un trait constitutif du taoïsme. D'ailleurs, en pratique, cette abstinence a peu à peu diminué parmi les taoïstes, même si elle restait très présente dans les textes.
Selon Jean Levi, les taoïstes établissent un lien entre céréales et cuisson : l'interdiction des céréales serait également défiance vis-à-vis de la cuisson.

## Cuisson conseillée
En médecine chinoise, l'estomac est considéré comme une marmite qui « cuit » les aliments pour en extraire les nutriments. Il est question de « feu digestif ». Dans l'alimentation taoïste, les aliments « humides », comme les fruits aqueux crus, sont généralement déconseillés. Les aliments crus sont perçus comme « froids » et néfastes à la « cuisson digestive ». Certains auteurs conseillent du cru l'été, mais essentiellement du cuit pendant les saisons froides. Même si les aliments crus sont souvent déconseillés, les aliments qui ont été très transformés, raffinés, sont également déconseillés,,,.
Le magazine Elle indique deux possibilités de cuisson pour les légumes : les découper d'abord en morceaux faisant la taille d'une bouchée et les faire cuire à feu vif avec peu d'huile, une méthode qui conserverait les vitamines de l'aliment. Ou alors les faire cuire à la vapeur.

## Alimentation et divin
Selon Jean Levi, les idées issues de l'imaginaire taoïste ancien comportent des liens entre alimentation et accession au divin. Les légendes conseillent de consommer des végétaux sauvages, ce qui pourrait conduire à une apparence animale, avec des plumes ou des poils. Dans la tradition taoïste, être un homme-bête permet une connexion avec le divin : le retour au monde sauvage confère à l'homme un lien avec l'animal, qui lui-même s'apparente au divin. Pour les taoïstes, les temps primordiaux sont un Éden, où toutes les créatures vivent en communion. Le retour à cet état ancestral serait à mettre en parallèle avec l'abstinence des céréales, dont la consommation serait à l'origine de la fin de l'« Àge d'Or ». Une alimentation appropriée permettrait de revenir à l'état primitif de l'humanité, avant les troubles, le pouvoir, l'intérêt, le travail, l'usage des armes et les guerres. Un autre moyen permettrait d'atteindre le divin : la confection de drogues, qui donnent des pouvoirs magiques, et peuvent faire pousser poils et plumes. Alors que le cru est plutôt conseillé dans certains courants du taoïsme et le cuit déconseillé, les drogues permettraient d'atteindre le stade du « brûlé », de l'« auto-crémation », associée au divin.

## Aliments et habitudes à éviter
Le magazine Elle indique l'alimentation taoïste déconseille une abondance d'aliments dit « humides », qui sont les produits laitiers, les viandes grasses, les graisses en général, les sucres rapides, les fruits aqueux, notamment les agrumes. Manger rapidement est déconseillé, la mastication étant, par la production d'enzymes, la première étape de la digestion (mâcher 15 à 20 fois avant d'avaler est conseillé). Le grignotage est déconseillé : les repas sont espacés de cinq à six heures, le repos digestif étant considéré comme important. Le repas du soir est léger. L'estomac ne devrait jamais être rempli au-delà de 75%.
La junk food est déconseillée : mieux vaudrait proscrire pain blanc, viennoiseries, chocolat, biscottes, charcuteries, pop-corn, confiseries, confiture, pâtes à tartiner, desserts industriels...
Concernant les boissons, sont déconseillés : le café, les sodas, l’alcool et les jus de fruits industriels. Seuls l'eau tiède, ou chaude, le thé vert, et les tisanes sont conseillés.